# محوطه شقول تپه
محوطه شقول تپه مربوط به سده‌های میانه دوران‌های تاریخی پس از اسلام است و در شهرستان ملکان، بخش مرکزی، دهستان گاودول غربی، روستای آغچه دیزج واقع شده و این اثر در تاریخ ۲۷ بهمن ۱۳۸۷ با شمارهٔ ثبت ۲۴۷۸۳ به‌عنوان یکی از آثار ملی ایران به ثبت رسیده است.